# رود شیکاگو
رود شیکاگو (به انگلیسی: Chicago River) رودی در ایالت ایلی‌نوی، ایالات متحده آمریکا است. این رودخانه که از تعدادی کانال و آبراه تشکیل شده است از میان شهر شیکاگو عبور میکند و طول آن ۲۵۱ کیلومتر است. در اواسط تا اواخر قرن نوزدهم، شیکاگو سریع‌ترین شهر در حال رشد در جهان بود. با این حال، آینده آن به دلیل زباله‌های خود، که - بدون تصفیه - از رودخانه شیکاگو به دریاچه میشیگان، منبع آب آشامیدنی تمیز شهر، سرازیر شد، به خطر افتاد. مهندس الیس چسبرو در تلاشی عظیم برای نجات شهر از ویرانی حصبه، وبا و سایر بیماری‌های ناشی از آب، به شیکاگو پیشنهاد کرد مسیر رودخانه خود را از دریاچه و به سمت رودخانه می‌سی‌سی‌پی برگرداند.

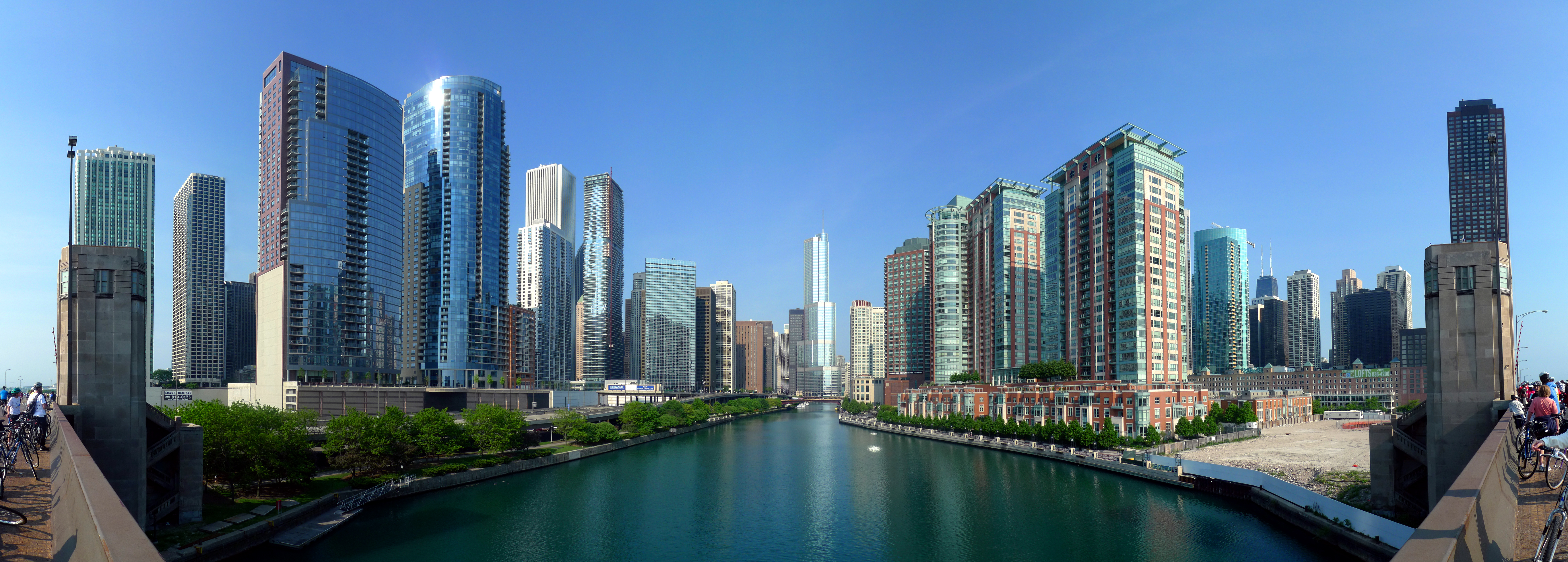
رود شیکاگو در منطقه نیر نورث ساید